# Шифрин, Ефим Залманович
Нахи́м (Ефи́м) Залма́нович Шифри́н (род. 25 марта 1956, Нексикан, Сусуманский район, Магаданская область, СССР) — советский и российский актёр театра, кино, телевидения и озвучивания, юморист, певец, артист эстрады, режиссёр, телеведущий, писатель, блогер.

## Биография
Родился 25 марта 1956 года в посёлке Нексикан Магаданской области. Годом ранее его отца Залмана Шмуиловича Шифрина реабилитировали и освободили от принудительного проживания на Колыме, однако Шифрины решили остаться жить там же. Отец получает предложение о работе в Сусумане Магаданской области, и семья Шифриных переезжает туда. В 1966 году Шифрины уехали в Латвию и поселились в Юрмале, где Нахим Шифрин окончил среднюю школу № 5.
В 1973—1974 годах учился на филологическом факультете Латвийского государственного университета, а с 1974 по 1978 год — на эстрадном отделении ГУЦЭИ, на курсе Романа Виктюка. У него же с 1977 года начал играть в Студенческом театре МГУ. Среди театральных работ Ефима Шифрина в то время — спектакли «До свидания, мальчики!», «Ночь после выпуска».
В 1979 году стал лауреатом 1-го Московского конкурса артистов эстрады, в 1983 году — лауреатом 7-го Всесоюзного конкурса артистов эстрады. Первый сольный спектакль «Я хотел бы сказать» — в основном по произведениям Виктора Коклюшкина — Шифрин сыграл в 1985 году. Тексты В. Коклюшкина легли также в основу спектаклей «Три вопроса» и «Круглая луна». В 1980—1985 годах учился на факультете режиссёров эстрады в ГИТИСе.
В 1990 году сыграл в эстрадном музыкальном моноспектакле «Я играю Шостаковича». Создал «Шифрин-Театр», которым руководит до сих пор. В 1992 году Ефим Шифрин стал первым лауреатом премии «Золотой Остап».
В репертуаре артиста много вокальных произведений, среди которых — романсы Дмитрия Шостаковича на слова Саши Чёрного, песни — «Иерусалим» Марка Минкова, «Музыка во мне» Михаила Кочеткова, «Южная ночь» Александра Клевицкого и другие.
В 1995 году стал лауреатом Кубка Аркадия Райкина на международном фестивале «More smeha» в Риге. В 1997—1998 годах на НТВ выходила его еженедельная юмористическая программа «Алло, Фима!». В мюзикле «Ангел с окурком», поставленном Евгением Гинзбургом, Ефим Шифрин исполнил 13 песен (музыка Александра Клевицкого, стихи Юрия Ряшенцева) и 20 ролей в фильме.
В театре он сыграл в спектаклях: «Я тебя больше не знаю, милый», «Любовь с придурком», «Путаны», «Коза, или Кто такая Сильвия» (режиссёр Р. Виктюк), «Слухи» (режиссёр Вадим Дубровицкий). В 2006 году в Театриуме на Серпуховке состоялась премьера спектакля «Дракон» по пьесе Евгения Шварца (режиссёр Владимир Мирзоев), где Шифрин сыграл роль Бургомистра.
В 2007 году прошла премьера фильма Андрея Кончаловского «Глянец», в котором Шифрин сыграл роль Марка Шифера.
В 2008 году прошло сразу две театральные премьеры: в роли Эрве Монтеня в спектакле «Скандал! Публике смотреть воспрещается!» по пьесе Жана Марсана (режиссёр Валерий Саркисов), и в роли Гарри Эссендайна в спектакле «Цветок смеющийся» по пьесе Ноэла Кауарда в постановке Михаила Козакова.
Несколько лет подряд в марте проводил в ГЦКЗ «Россия» концерты-бенефисы: «Шифриноев ковчег», «www.shifrin.ru», «Опус № 10», «Лестница», «Перепись населения», «Люди в масках». В 2006 году состоялся юбилейный бенефис — «Кабаре. Перезагрузка».
Автор книг «Театр имени меня» (в соавторстве с Г. Виреном) (1994) и «Личное дело Ефима Шифрина» (1997), «Течёт река Лета» (2010).
В 1990-е годы Ефим Шифрин увлёкся бодибилдингом: начал в 1992 году посещать спортивный клуб в Москве, а в 1993 году бросил курить. В 2000 году получил премию Международной сети клубов World Class «Мистер Фитнес», а в 2006 году его наградили дипломом Комитета физкультуры и спорта, Федерации бодибилдинга и фитнеса Правительства Москвы за пропаганду спорта и здорового образа жизни. Среди других наград Ефима Шифрина — Кубок Райкина (2001 год), а также 2-я премия и Кубок Никулина за участие в телевизионном шоу «Первого канала» «Цирк со звёздами» (во время съёмок проекта Шифрин повредил руку).
В 2014—2015 годах — член жюри шоу «Первого канала» «Театр эстрады», затем «Вместе с дельфинами». С 1 апреля по 19 августа 2017 года — ведущий возрождённой телепрограммы «Вокруг смеха» на «Первом канале».
Ведущий программы «Наша смешная жизнь» на ТВЦ. Первый выпуск — 6 мая 2023 года.
В СМИ публиковались сведения, что Шифрин получил в 2017 году гражданство Израиля. Сам он эту информацию в 2023 году опроверг и утверждал, что иностранного паспорта у него нет.
25 декабря 2020 года в Театриуме на Серпуховке состоялась премьера спектакля «Танцуй со мной» по пьесе М. Хейфеца «Рок-н-ролл на закате» (Театральное агентство «Свободная сцена»), в ролях Е. Шифрин и Т. Васильева.
6 марта 2024 года в Московском театре мюзикла состоялась премьера мюзикла «Тест на любовь», где он исполнил роль Корнея Кошкина.

## Семья
Отец — Залман Шмуилович Шифрин (1910—1995) — автор трёх книг воспоминаний: «Печальная рапсодия: жизнь Залмана Шифрина» (Минск: «Полымя», 1993), «Как это было…» (в сборнике «Жизнь — смерть — жизнь», литературная запись Н. Крейер; Рига: «Лидумс», 1993) и «Тирания Сталина» (Рига: «Шамир», 2008).
Публиковался также в «Еврейском камертоне» — литературном приложении к израильской газете «Новости недели» (редактор Л. Б. Школьник).
Родился в местечке Дрибин Чаусского уезда Могилёвской губернии. С 1938 года — политический заключённый. В 1948 году освобождён с пожизненной ссылкой в район Дальстроя. В 1955 году реабилитирован, освобождён от поселения. С 1966 года переехал с семьёй в Юрмалу. В 1993 году репатриировался в Израиль. Похоронен в городе Нетания в Израиле.
Мать — Раи́са (Ра́ша) Ильи́нична Цы́пина (1915—1992), уроженка местечка Ляды Могилёвской губернии (ныне Дубровенский район, Витебская область, Республика Беларусь). Окончила ФЗУ в Нижнем Новгороде. На Колыме, куда в октябре 1950 года она приехала к ссыльному Залману Шифрину, работала воспитательницей в детском саду для детей репрессированных. С 1966 года жила с семьёй в Юрмале. Похоронена в Риге.
Старший брат — Самуэль Залманович Шифрин (род. 20 декабря 1951 года) — дирижёр и тромбонист, преподаватель, живёт в Израиле, Петах-Тиква.
Тётя — Сарра Шмуиловна (1910—2006) (сестра-двойняшка отца), 20 лет отбывала срок в Караганде и в Карлаге. В 1991 году репатриировалась в Израиль. Похоронена в Бат-Яме.
Не женат, детей нет. В программе «Судьба человека с Борисом Корчевниковым» от 25 января 2021 года Ефим Шифрин сообщил о том, что в 26-летнем возрасте был женат. Брак распался.

## Общественная позиция
В октябре 2008 года подписал открытое письмо-обращение в защиту и поддержку освобождения юриста нефтяной компании «ЮКОС» Светланы Бахминой.
В июне 2012 года вместе с рядом других российских деятелей культуры подписал открытое письмо в защиту панк-группы Pussy Riot.
25 декабря 2016 года, в контексте авиакатастрофы Ту-154 под Сочи, в результате которой погибли артисты ансамбля имени Александрова, посоветовал на сайте «Эхо Москвы» и в своём персональном Facebook комментаторам из Украины: «Дорогие наши соседи по карте. Я никогда этого не делал. Я никогда не позволял себе таких обращений… В день гибели совершенно мирных людей принято либо скорбеть, либо молчать… Пожалуйста, заткнитесь…»

## Творчество

### Театр
- 1977 — «До свидания, мальчики!», по повести Бориса Балтера — реж. Р. Виктюк — Студенческий театр МГУ — Сашка Кригер
- 1977 — «Ночь после выпуска!», по рассказу Владимира Тендрякова — реж. Р. Виктюк — Студенческий театр МГУ — Игорь Проухов
- 1977 — «Утиная охота», по пьесе Александра Вампилова — реж. Р. Виктюк — Театр-студия ДК «Москворечье» — Кузаков
- 1982 — «Муж и жена», по пьесе Альдо Николаи — реж. Р. Виктюк — Театр-студия ДК «Москворечье» — Рупео
- 1994 — «Я тебя больше не знаю, милый», по пьесе А. де Бенедетти — реж. Р. Виктюк — Театр им. Евг. Вахтангова — Альберто Спинелли
- 1995 — «Любовь с придурком», по пьесе В.Франчески — реж. Р. Виктюк — Театр Романа Виктюка — Антонио
- 1997 — «Путаны» по пьесе Нино Манфреди и Нино Марино "Люди легкого поведения" — реж. Р. Виктюк — Театр Романа Виктюка — Армандо
- 2001 — «Слухи», по пьесе Н. Саймона — постановщик Вадим Дубровицкий — LA’ТЕАТР — Глен
- 2005 — «Коза, или Кто такая Сильвия», по пьесе Э. Олби — реж. Р. Виктюк — Театр Романа Виктюка — Мартин
- 2006 — «Дракон» по пьесе Е.Шварца, реж. В. Мирзоев — Театриум на Серпуховке — Бургомистр
- 2008 — «Скандал! Публике смотреть воспрещается!» по пьесе Жана Марсана — реж. Валерий Саркисов — Эрве Монтень
- 2008 — «Цветок смеющийся» по пьесе Ноэла Кауарда — реж. Михаил Козаков — Гарри Эссендайн
- 2010 — «Торговцы резиной», по пьесе Ханоха Левина — реж. Виктор Шамиров — Театральное агентство Арт-партнер XXI — Иоханан Цингербай
- 2011 — «Принцесса Ивонна» по пьесе Витольда Гомбровича «Ивонна, принцесса Бургундская», реж. В. Мирзоев — Театр им. Евг. Вахтангова — Король Игнаций
- 2012 — «Времена не выбирают» — мюзикл — либретто: Михаил Швыдкой, Алексей Кортнев, реж. Гарий Черняховский, Дмитрий Белов — Театр мюзикла — Мэтт Фрей
- 2013 — «Жизнь прекрасна» — музыкальное ревю — Театр мюзикла — исполняет песню из репертуара Аркадия Райкина «Добрый зритель в девятом ряду» и арию Тевье из мюзикла «Скрипач на крыше».
- 2016 — «Преступление и наказание», реж. А. Кончаловский — рок-опера — Театр мюзикла — Порфирий Петрович
- 2016 — «Принцесса цирка», режиссёры-постановщики: Себастьян Солдевилья (Канада), Марина Швыдкая — мюзикл нового поколения — Театр мюзикла — Пуассон
- 2018 — «Жизнь прекрасна!» (новая версия), режиссёр-постановщик: Марина Швыдкая — мюзикл — Театр мюзикла — Тевье, Чаплин, Джо Дассен, Капитан, Водовоз, один из ведущих
- 2020 — «ПраймТайм», постановка: Себастьян Солдевилья, Марина Швыдкая — музыкальное ревю — Театр мюзикла — Данила, мейкер
- 2020 — «Танцуй со мной» по пьесе М. Хейфеца «Рок-н-ролл на закате» — Театральное агентство «Свободная сцена» — главный герой
- 2022 — «Рождественская история» по святочному рассказу Ч. Диккенса — мюзикл в куклах — Театр кукол С. Образцова — Скрудж[24]
- 2023 — «Между двух миров» по пьесе Семёна Ан-ского «Диббук», композитор — Александр Жубин, режиссёр-постановщик — Нина Чусова, стихи и либретто — Владислав Старчевский, мюзикл — Театр «Маска» при МДМ — Абби Азриэль
- 2024 — «Тест на любовь» в Московском театре мюзикла, режиссёр-постановщик — Марина Швыдкая, пьеса — Елена Киселёва, музыка — Артём Пысь, романтическая комедия — премьера состоялась 6 марта 2024 года.

### Спектакли
- 1985 — «Я хотел бы сказать» — в основном по произведениям В. Коклюшкина, реж. В. Точилин
- 1986 — «Это было вчера» — по пьесе Л. Шимелова, реж. Г. Гурвич
- 1987 — «Три вопроса» — автор В. Коклюшкин, реж. Э. Бутенко (Московский театр эстрады)
- 1988 — «Круглая луна» — автор В. Коклюшкин, реж. Э. Бутенко (Московский театр эстрады)
- 1990 — «Я играю Шостаковича», музыкальный моноспектакль — реж. Ф. Григорьян
- 1991 — «Фотография на память» — автор В. Коклюшкин, реж. Ф. Григорьян

### Бенефисы

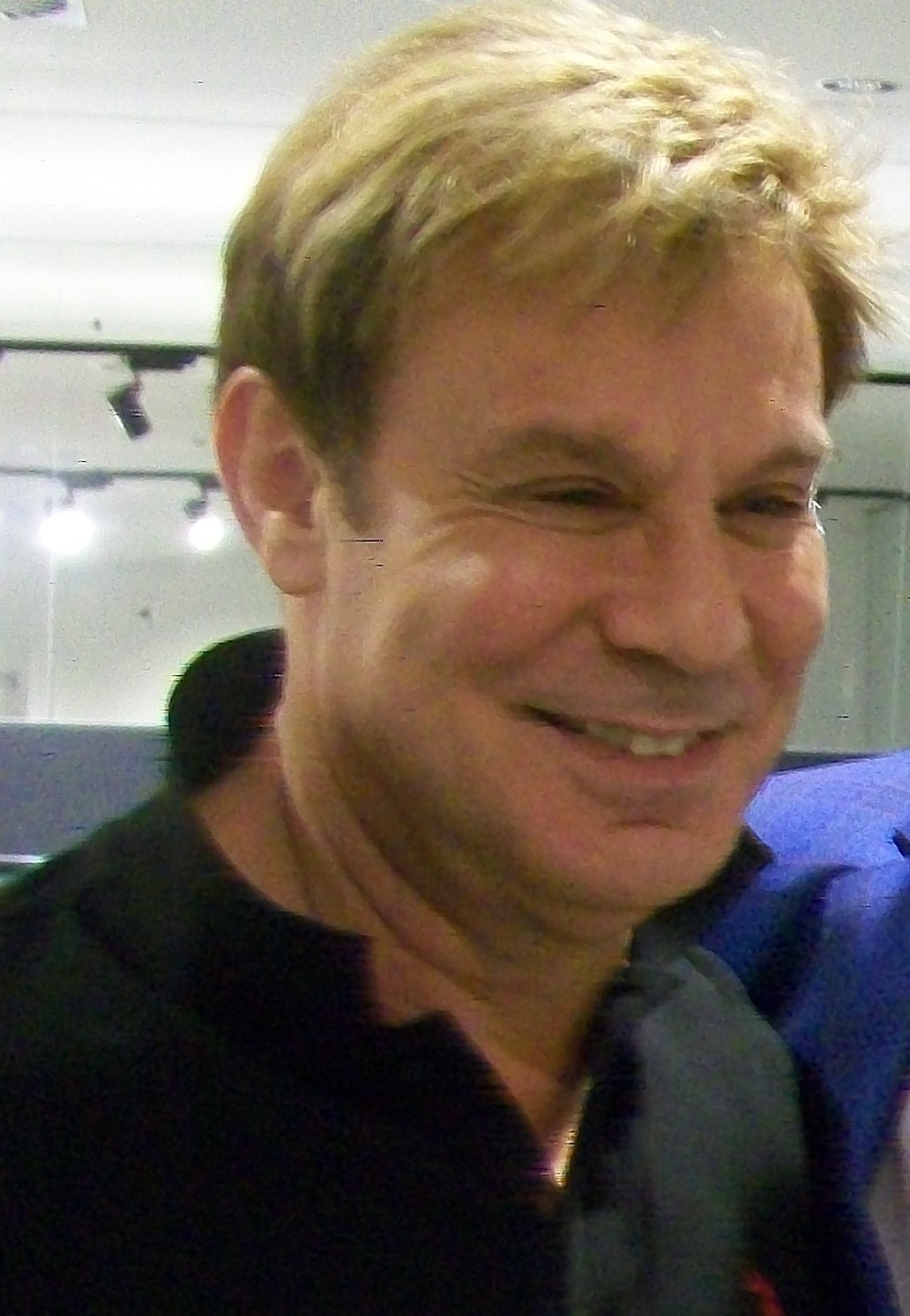
в Ельцин-центре. 12 июня 2018 года

- 1993 — «Привет, артист» — режиссёр Любовь Гречишникова
- 1994 — «Одинокий волк» — режиссёр Гедрюс Мацкявичюс[25]
- 1995 — «Королевская ложа» — режиссёр Семён Бульба
- 1996 — «Жду звонка из Голливуда» — режиссёр Семён Бульба
- 1997 — «Новый русский пасьянс» — режиссёр Семён Бульба
- 1998 — «Вечер в кругу друзей» — режиссёр Любовь Гречишникова
- 1999 — «Ефим Шифрин и его товарищи» — режиссёр Любовь Гречишникова — Московский театр эстрады[26]
- 2000 — «Шифриноев ковчег» — режиссёр Александр Горбань — Московский театр эстрады
- 2001 — «www.shifrin.ru» — режиссёр Александр Горбань — ГЦКЗ «Россия»
- 2002 — «Опус № 10» — режиссёр Александр Горбань — ГЦКЗ «Россия»
- 2003 — «Лестница» — режиссёр Сергей Цветков — ГЦКЗ «Россия»
- 2004 — «Перепись населения» — режиссёр Сергей Цветков — ГЦКЗ «Россия»
- 2005 — «Люди в масках» — режиссёр Сергей Цветков — ГЦКЗ «Россия»
- 2006 — «Кабаре. Перезагрузка» — режиссёр Сергей Цветков — ГЦКЗ «Россия»

### Фильмография

#### Художественные фильмы и телесериалы
- 1991 — Болотная street, или Средство против секса (фильм) — режиссёр Марк Айзенберг — жилец с 12-го этажа
- 1992 — Ералаш (выпуск № 94, сюжет «Место встречи изменить нельзя»)[27] — режиссёр Павел Любимов — Лев Семёнович, учитель математики
- 2001 — Кышкин дом (сериал) — камео
- 2003 — Герой нашего племени (сериал) — режиссёр Сергей Арланов — ведущий (главная роль)
- 2006 — Ералаш (выпуск № 192, сюжет «Мучитель»)[28] — режиссёр Алексей Щеглов — учитель математики, превратившийся в оборотня
- 2007 — Глянец (фильм) — режиссёр А. Кончаловский — Марк Шифер, известный модельер[29]
- 2009 — Золотой ключик (новогодний мюзикл) — режиссёр Александр Игудин — Дуремар
- 2010 — Морозко (новогодний мюзикл) — режиссёр Александр Игудин — Яков, отец Настеньки
- 2010 — Путейцы-2. Я не Шифрин (сериал) — режиссёр Михаил Мамедов — камео и человек, похожий на Шифрина
- 2011 — Новые приключения Аладдина (новогодний мюзикл) — режиссёр Александр Игудин — Мудрейший
- 2012 — Красная Шапочка (новогодний мюзикл) — режиссёр Александр Игудин — Лекарь
- 2013 — Склифосовский. 2 сезон (сериал) — режиссёр Юлия Краснова — камео
- 2013 — Три богатыря (новогодний мюзикл) — режиссёр Александр Игудин — Царь
- 2016 — Её звали Муму (фильм) — режиссёр В. Мирзоев — Розовский
- 2017 — Филфак (сериал) — режиссёр Фёдор Стуков — Гудков, заведующий кафедрой, преподаватель русской литературы
- 2018 — Золушка (новогодний мюзикл) — режиссёр Александр Игудин — Танцмейстер
- 2021 — Стендап под прикрытием (фильм) — режиссёр Олег Асадулин — Анатолий Иванович, криминальный авторитет
- 2024 — Возвращение попугая Кеши (фильм) - режиссер Олег Асадулин — Петров.
- 2025 — Олдскул (сериал) — режиссёры Александр Жигалкин, Евгений Шелякин  (премьера состоялась 20 июня 2025 на кинофестивале "Пилот")— Леонид

#### Телеспектакли
- 1980 — История кавалера де Грие и Манон Леско, режиссёр Р. Виктюк
- 1991 — Я играю Шостаковича, телевизионная версия спектакля, режиссёр Светлана Аннапольская — главная роль
- 1993 — Дядя Ваня и другие по произведениям А. П. Чехова и В. М. Коклюшкина, автор сценария В. М. Коклюшкин, режиссёр Олег Корвяков[30]
- 1994 — Театр имени меня — режиссёр Олег Корвяков[31]
- 1998 — Ангел с окурком (мюзикл) — режиссёр Евгений Гинзбург — более 20 ролей[7]
- 2009 — Пьеса для мужчины, моноспектакль по произведениям Даниила Хармса — режиссёр В. Мирзоев[32][33][34]
- 2010 — Комедианты (фильм-спектакль), режиссёр Александр Галибин — первый любовник (одна из главных ролей)[35]
- 2012 — Контракт, по пьесе Славомира Мрожека — режиссёр В. Мирзоев — Магнус

#### Документальные фильмы и телепередачи
- 1999 — «Смехопанорама» с Евгением Петросяном, выпуски 185, 194, 198 и 206.
- 2004 — «Возвращение домой. Ефим Шифрин, Юрмала» — передача из цикла «Возвращение домой» (автор идеи Александр Олейников, режиссёр Дмитрий Лукашов), Первый канал
- 2006 — «Что скрывает Ефим Шифрин», Первый канал
- 2008 — «Смак» с Иваном Ургантом, Первый канал
- 2008 — «Театральные игры Романа Виктюка (Ефим Шифрин)»
- 2011 — «Ефим Шифрин. Человек-костюм», Первый канал
- 2011 — «Ефим Шифрин. Человек-оркестр», ТВЦ
- 2011 — «Субботний вечер. Юбилей Ефима Шифрина», Первый канал
- 2011 — «Главная роль» с Ефимом Шифриным на телеканале «Россия-К», ведущий Юлиан Макаров
- 2011 — «Пусть говорят. Юбилей Ефима Шифрина» на Первом канале
- 2011 — «Сто вопросов взрослому» с Ефимом Шифриным на телеканале «ТВ Центр»
- 2011 — «Очная ставка» с Ефимом Шифриным на телеканале К1 (Украина)
- 2012 — «Рождённые в СССР» с Ефимом Шифриным на телеканале Ностальгия
- 2012 — «В Нью-Йорке с Виктором Топаллером]» с Ефимом Шифриным на телеканале RTVi
- 2012 — «Незнакомый Ефим Шифрин» — «Час пик. Суббота» с Юлией Мучник на телеканале «ТВ2»
- 2012 — «Временно доступен» с Ефимом Шифриным на телеканале «ТВ Центр»
- 2013 — «Любимые актёры» с Ефимом Шифриным, телеканал «Мир»
- 2014 — «Нахим Шифрин. Известный и неизвестный» — программа из цикла «Феномен успеха»
- 2014 — «Ефим Шифрин: Все свои воспоминания я отштукатурил и заглянцевал» — «Культурный обмен с Сергеем Николаевичем»
- 2017 — «Все девять муз Ефима Шифрина» на телеканале «ТВ Центр»
- 2019 — «Колыма — родина нашего страха» — фильм Юрия Дудя, в котором Е. Шифрин рассказывает о своих родителях

### Озвучивание мультфильмов
- 1987 — В зоопарке — ремонт! — режиссёр Натан Лернер — Жираф
- 1988 — Эксперимент — режиссёр Ефим Гамбург — текст от автора
- 1988 — КОАПП, «AB OVO — это значит от яйца» — реж. Л. Сурикова, М. Муат — Большеног
- 1996 — Из личной жизни Братьев Пилотов — Коллега
- 2004 — Щелкунчик — режиссёр Татьяна Ильина — Мышиный Король
- 2014 — Три фараона — режиссёр Алексей Туркус — текст от автора
- 2014 — Девятый вал — режиссёр Алексей Туркус — дедушка-мореплаватель

### Аудиокниги
- 1983 — «Свинопас». Литовская народная сказка
- 2002 — «Приключения Тома Сойера» по роману Марка Твена
- 2016 — «Семь тучных лет» по книге Этгара Керета
- 2016 — «Иностранка» по повести Сергея Довлатова
- 2017 — «Белое на чёрном» по роману Рубена Давида Гонсалеса Гальего
- 2017 — «Фигурные скобки» по роману Сергея Носова
- 2017 — «Чужая жена и муж под кроватью» по рассказу Фёдора Достоевского
- 2017 — «Ослик должен быть худым» по рассказам Сергея Довлатова
- 2017 — «Как поймать мамонта. Первобытная история» (авторы: Андрей Усачёв, Алёша Дмитриев)
- 2017 — «О чём шумели шумеры. Древняя история» (авторы: Андрей Усачёв, Алёша Дмитриев)
- 2017 — «Цезарь — человек и салат. Античная история» (авторы: Андрей Усачёв, Алёша Дмитриев)
- 2018 — «Я сижу на берегу» по роману Рубена Давида Гонсалеса Гальего
- 2018 — «Соло на IВМ» по произведениям Сергея Довлатова
- 2018 — «Фима. Третье состояние» по роману Амоса Оза
- 2019 — «Вечный гость» по роману Рубена Давида Гонсалеса Гальего
- 2021 — «Бедные люди» по роману Ф. М. Достоевского с Анной Каменковой
- 2021 — «Мир тесен. Короткие рассказы из длинной жизни» (в авторском исполнении)
- 2024 — "Лето в Бадене", автор Леонид Цыпкин (студия "Вимбо")

### Компьютерные игры
- 2024 — «INDIKA» — чёрт[36]

## Награды
- 1979 — лауреат 1-го Московского конкурса артистов эстрады
- 1983 — лауреат 7-го Всесоюзного конкурса артистов эстрады
- 1992 — премия «Золотой Остап»
- 1995 — лауреат «Кубка Райкина» (международный фестиваль «More smeha», Рига)
- 2000 — премия Международной сети клубов World-Class — «Мистер фитнес»
- 2001 — премия «Кубок Райкина»
- 2006 — диплом Комитета физкультуры и спорта, Федерации бодибилдинга и фитнеса Правительства Москвы за пропаганду спорта и здорового образа жизни
- 2007 — 2-я премия и кубок Никулина в телевизионном шоу «Цирк со звёздами»
- 2015 — Медаль «За веру в добро» (Кемеровская область)[37]

## Отзывы
Роман Виктюк, цитата из книги «Роман Виктюк с самим собой»:

Он был самый талантливый на курсе в эстрадно-цирковом училище, где я преподавал. Он единственный, кто сразу же стал лидером, и то, что он возвращается в наш театр — это счастье, потому что он тоже грань: грань, которая отличается своей незащищённостью. Он так ребёнком и остался, жутко ранимым. При всём этом в нём есть та доля иронии, которая всегда заставляет человека посмотреть со стороны на то, что он делает.

Михаил Жванецкий, из предисловия к книге Е. Шифрина «Театр имени меня»:

Я знаю его много лет, ещё с тех пор, когда он учился в Эстрадно-цирковом училище. Он мне всегда нравился как актёр и человек. <…> Очень редок талантливый человек, который может быть другом. <…> Путь его к успеху был сжат до предела. Его прогресс как артиста колоссален по сравнению со временем ученичества. Но как человек он остался таким же, каким был тогда. Таким же ребёнком. <…> Меня всегда оскорбляет оставшееся от сталинских времен отношение к артистам эстрады как к чему-то второсортному. А ведь эстрада это только помост, а на нём — человек. Один. И он один заменяет целый театр… <…> Как бы я хотел перевернуть пренебрежительное отношение к артистам эстрады! И поэтому рад, что о Ефиме издана книга.

Виктор Коклюшкин:

Шифрин, на мой взгляд, бастион художественного вкуса на эстраде. Романтик, — точнее, романтический авантюрист с жёсткой, железобетонной даже, подкладкой.

Владимир Стеклов:

Фима похож на героев Нино Манфреди. Такие люди мне невероятно симпатичны. В его глазах — грусть, но это светлая грусть. У него удивительное чувство юмора. Он тактичный и тонкий человек, его шутки всегда звучат вовремя. Мне кажется, Фима в некотором смысле — доктор. Или очень хороший психолог.

Александр Ширвиндт:

Фима потрясает меня своей потаённой энциклопедичностью, притом что внешне он вроде бы очень простой человек. На эстраде стыдно показывать свою интеллигентность, наверное, он нарочно её скрывает.

Виталий Вульф:

Помню, я попал на юбилей Гены Хазанова. И вдруг выходит Шифрин и делает на меня пародию. Ему было плохо, когда ему сказали, что я сижу в зале. Ну а мне было очень смешно, мне кажется, что он это очень хорошо делает.

Михаил Козаков:

Я работал с Ефимом Шифриным, а казалось бы эстрадный юморист. Но Ефим великолепно играет драматические роли, чётко понимает свою задачу.